# Middle Military Division
Division militaire de milieu
La Middle Military Division est une organisation de l'armée de l'Union lors de la guerre de Sécession, responsable des opérations dans la Vallée de Shenandoah en Virginie, pendant les campagnes de la vallée de Shenandoah de 1864.

## Rôle opérationnel
Au cours de l'été 1864, le général confédéré Jubal Anderson Early défait plusieurs armées de l'Union, et s'approche très près de Washington, puis au cours du mois d'août, poursuit ses opérations dans la vallée de la Shenandoah. Face à cette menace, le haut commandement militaire de l'Union crée la Middle Military Division, et la place sous le commandement du major-général Philip Sheridan, commandant jusque-là, la cavalerie de l'armée du Potomac. La division militaire (une entité qui contrôle plusieurs départements militaires) est fondée le 7 août 1864. Elle englobe les départements de la Susquehanna, de Washington, de la Virginie-Occidentale, et le Middle Department. Le 1er décembre 1864, le département de Susquehanna au sein de la Middle Military Division, change de nom et devient le département de Pennsylvanie.
L'ensemble des forces militaires de la Middle Military Division est regroupé sous l'appellation d'armée de la Shenandoah. Philip Sheridan commande à la fois la Middle Military Division et cette armée, du 7 août au 18 octobre 1864.

## Commandement
| Commandant                                     | De                | À                 |
| ---------------------------------------------- | ----------------- | ----------------- |
| major-général Philip Sheridan (temporairement) | 7 août 1864       | 21 septembre 1864 |
| major-général Philip Sheridan                  | 21 septembre 1864 | 27 février 1865   |
| major-général Winfield S. Hancock              | 27 février 1865   | 27 juin 1865      |

Lorsque Hancock est affecté à la Middle Military Division, son commandement n'inclut pas les troupes sous le commandement de Sheridan. Hancock relève Sheridan de son commandement militaire le 17 mai 1865.